# Pätjärn
Pätjärn är en sjö i Malung-Sälens kommun i Dalarna. Under 2018 inplanterades röding i sjön.